# De toornviolen
Tom Poes en de toornviolen of kortweg De toornviolen is het 91ste verhaal uit de Bommelsaga, geschreven en getekend door Marten Toonder. Het verhaal verscheen voor het eerst op 4 oktober 1960 en liep tot 7 december van dat jaar in stroken in De Volkskrant. Thema: Het geluid van bloemen.

## Het verhaal
Op een mooie dag in de nazomer zijn Heer Bommel en zijn bediende Joost bezig om de perken en het gewas te keuren. Heer Ollie heeft goede moed op zijn inzending naar het Rommeldamse Flora Festival, maar zijn chrysanthemums, chrysanten, maken geen kans volgens de langswandelende markies de Canteclaer. 
Dan loopt de kasteelheer Kwetal weer eens tegen het lijf. Hij noemt de bloemen van Heer Bommel mooie 'waranten'en wil hem helpen. 
Intussen vertelt Heer Bommel zijn problemen aan Tom Poes, maar voordat er een antwoord is gerijpt komen de twee dwergen aanhollen. Pee Pastinakel geeft een uiteenzetting over de paardenbloem en het geluid van die bloem en ook die van de klaver. Na een ingewikkeld gesprek verklaart Tom Poes aan zijn vriend dat hij een spuit krijgt overhandigd met pippeling, waarmee geluid kan worden verspreid in plaats van geur.
Helaas heeft de eerste proef geen succes voor Heer Ollie. Ten eerste maken de bloemen een vreselijke herrie door een op een ploffiets langsscheurende Bul Super. Ten tweede doen de bloemen het alleen wanneer de zon erop staat, terwijl ze op andere tijden slap hangen. 
Heer Bommel begrijpt dat de plofmotor van Bul Super het verkeerde geluid was. Joost haalt de pathéphone van zolder en laat in de buitenlucht een opera uit zijn privécollectie horen. Anderdaags fleuren de bespoten bloemen onder het kasteelraam op in de zon en Heer Bommel kan door het open raam genieten van zijn musicerende bloemen buiten. Maar als de directeur van het Flora Festival ter plekke poolshoogte komt nemen, staan de groeisels er verlept bij. Wellicht een kwestie van dosering? De directeur laat zijn onvrede blijken door de naam van Heer Bommel opzichtig door te halen op de deelnemerslijst.
Maar tegen het einde van het verhaal is de directeur bijgedraaid. Hij ziet wel toekomst voor de pratende planten.
Heer Ollie werd in het volgende voorjaar geplaagd door geluidgevende planten in het bos dat hij had behandeld met de pippeling. Veel Rommeldammers vonden het leuk om er met radio’s te verblijven. Het wordt voortaan het Bommelbos genoemd.

## Voetnoot
1. ↑  In 1995 veranderde Marten Toonder voor De Verzamelde Werken de titel in Heer Bommel en de toornviolen
2. ↑  Resultaten | Delpher. www.delpher.nl. Geraadpleegd op 21 oktober 2023.
3. ↑  Tevens de titel van het tweede deel van de autobiografie van Marten Toonder, ISBN 9023433300

## Titel
De titel De toornviolen vormt een woordspeling met de uitdrukking "fiolen van toorn", die in Openbaringen 15:7 voorkomt. Fiolen zijn flessen of schalen. Heer Bommel bezigt deze uitdrukking zelf niet in het verhaal, maar de bloemen praten wel het door Bommel uitgesproken woord "toorn" na.